# Archibald Warnock
| Nummer und Name                    | Entdeckungsdatum |
| ---------------------------------- | ---------------- |
| (4779) Whitley 1                   | 6. Dezember 1978 |
| (10461) Dawilliams 1               | 6. Dezember 1978 |
| (11261) Krisbecker 1               | 6. Dezember 1978 |
| (12666) 1978 XW 1                  | 6. Dezember 1978 |
| (19091) 1978 XX 1                  | 6. Dezember 1978 |
| (24618) 1978 XD1                   | 6. Dezember 1978 |
| (69239) 1978 XT 1                  | 6. Dezember 1978 |
| 1 zusammen mit Edward L. G. Bowell |                  |

Archibald Warnock ist ein US-amerikanischer Astronom und Asteroidenentdecker.
Er erwarb 1978 einen Abschluss in Mathematik an der University of Pennsylvania. Seit September 1994 ist er als freier Berater unter anderem für die NASA tätig. Zusammen mit Edward L. G. Bowell entdeckte er am 6. Dezember 1978 insgesamt sieben Asteroiden.